# Raincheval

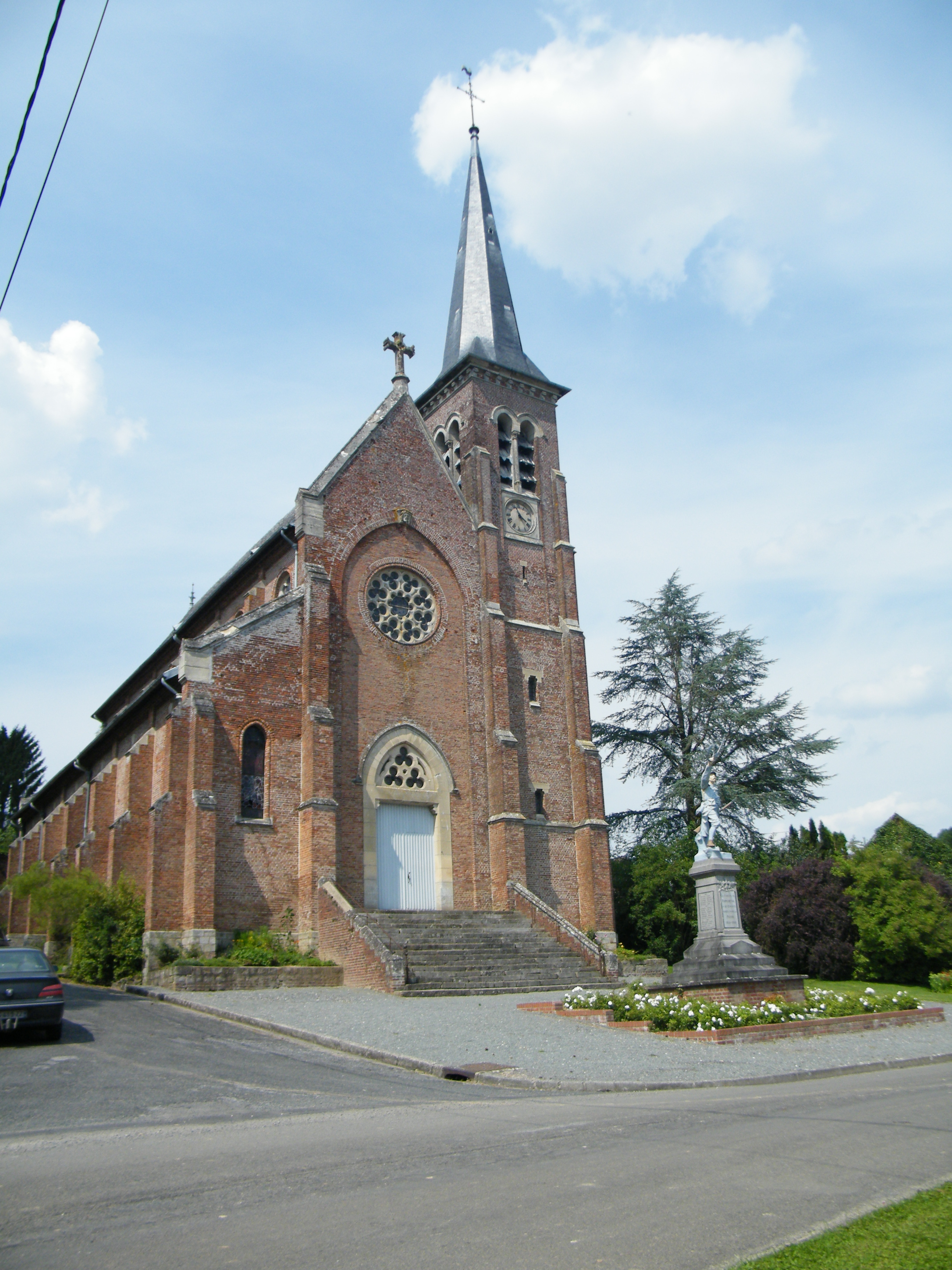
Kerk van Raincheval

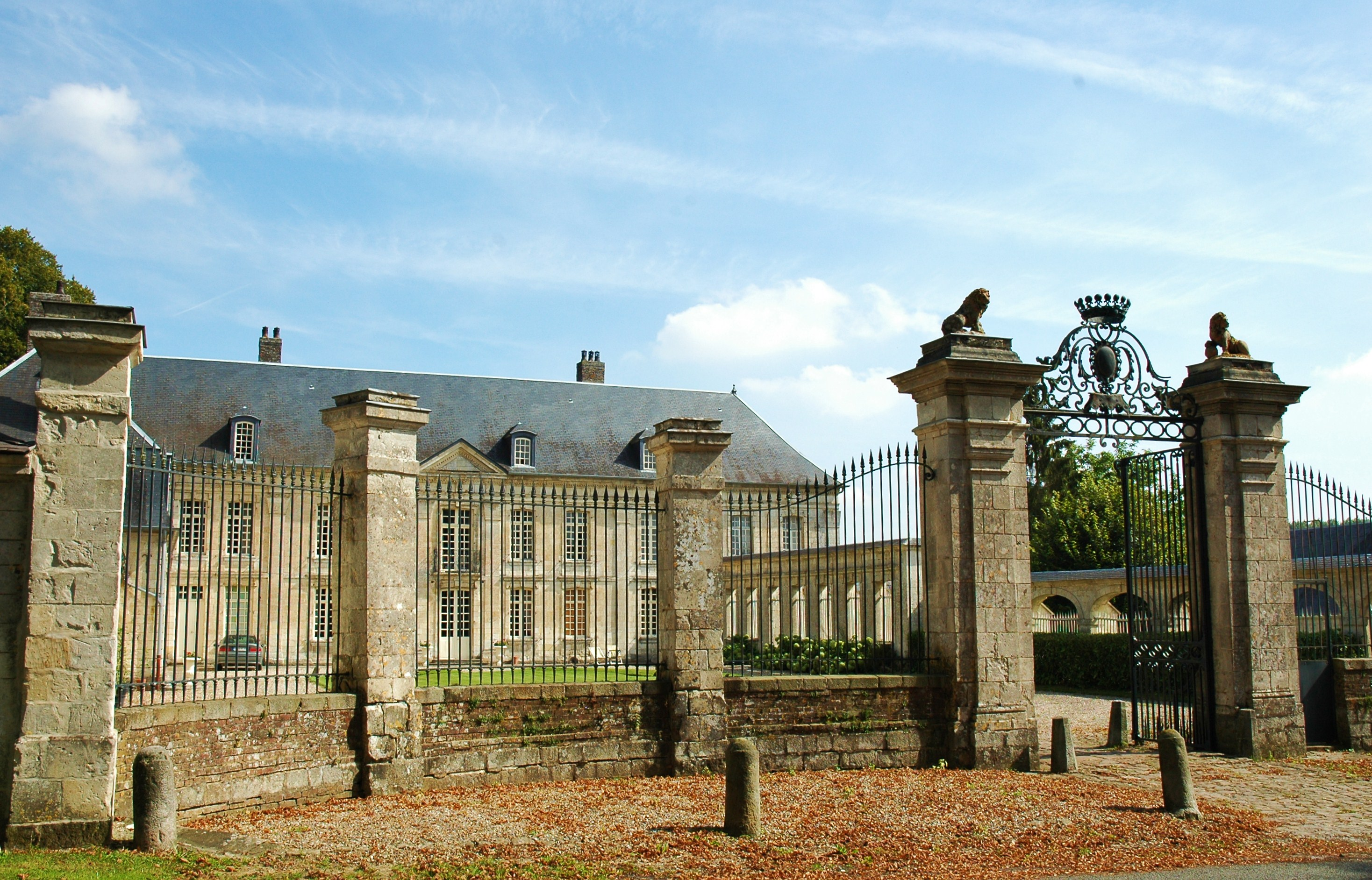
Kasteel van Raincheval

Raincheval is een gemeente in het Franse departement Somme (regio Hauts-de-France) en telt 257 inwoners (2004). De plaats maakt deel uit van het arrondissement Amiens.

## Geografie
De oppervlakte van Raincheval bedraagt 6,9 km², de bevolkingsdichtheid is 37,2 inwoners per km².
De onderstaande kaart toont de ligging van Raincheval met de belangrijkste infrastructuur en aangrenzende gemeenten.

## Demografie
Onderstaande figuur toont het verloop van het inwonertal (bron: INSEE-tellingen).